# 구건
구건(丘建, ?~?)은 위나라의 장수이며, 위의 촉 정벌에 활약한 장수이다.

## 생애
263년, 호열(湖烈)이 사마소(司馬昭)에게 추천하여, 종회(鍾會)의 부장으로 촉 정벌전에 참전하였다.
촉나라의 항복 후, 종회가 강유(姜維)와 공모하여 독립을 꾀한다는 이야기를 듣는다. 이때 종회를 따르지 않았던 호열의 부탁으로 그의 아들 호연(胡淵)에게 통보하였다. 통보를 받은 호연은 그 소식을 사마소에게 알렸고, 그로 인하여 종회와 강유의 모반은 저지되고 만다.